# Saint-Georges-d’Elle
Saint-Georges-d’Elle település Franciaországban, Manche megyében. Lakosainak száma 378 fő (2022. január 1.). Saint-Georges-d’Elle Cerisy-la-Forêt, Bérigny, Couvains, Saint-André-de-l’Épine és Saint-Pierre-de-Semilly községekkel határos.

## Népesség
A település népessége az elmúlt években az alábbi módon változott:
| Lakosok száma | 296  | 319  | 375  | 377  | 392  | 397  | 401  | 390  | 385  | 378  |
|               | 1968 | 1982 | 1990 | 2006 | 2013 | 2015 | 2017 | 2019 | 2020 | 2022 |